# Hanns-Georg Rodek
Hanns-Georg Rodek (* 21. September 1957 in Schwenningen am Neckar) ist ein deutscher Journalist und Filmkritiker.

## Leben und Wirken
Er studierte Anglistik, Germanistik und Politologie mit dem Abschluss eines Magister. Seitdem arbeitet Rodek als Journalist. Von 1986 bis 1995 war er bei der Südwest Presse beschäftigt und für diese als Lokalredakteur in Villingen-Schwenningen tätig. Das dortige Kommunale Kino guckloch prägte seine persönliche Filmleidenschaft wesentlich mit. Dieses Interesse sowie seine Fachkenntnisse über Filmkunst und Filmgeschichte kann er seit 1995 als Filmredakteur der Tageszeitung Die Welt beruflich einbringen. Von ihm verfasste Filmkritiken und Berichte erscheinen auch in der Berliner Morgenpost.
Rodek setzt sich dafür ein, das nationale und internationale Filmerbe zu sichern und ältere Filme zu restaurieren. Dazu schlug er unter anderem vor, ähnlich wie bei Büchern üblich, Pflichtexemplare von Filmen zur Archivierung abzugeben.
Zusammen mit Piet Hein Honig veröffentlichte Rodek 1992 die umfangreiche Biografiensammlung 100001 – die Showbusiness-Enzyklopädie des 20. Jahrhunderts. Auch zahlreiche Kurzbiografien in der Internet-Filmdatenbank filmportal.de stammen aus seiner Feder. Daneben erschienen Beiträge von ihm in verschiedenen Sammelbänden.
Rodek engagiert sich im Verband der deutschen Filmkritik (VdFk), zeitweise als Vorstandssprecher. Daneben betätigt er sich regelmäßig als Referent sowie als Jury-Mitglied zur Vergabe verschiedener Filmauszeichnungen, so etwa der Gerd-Ruge-Projekt-Stipendien oder des von der Stadt Düsseldorf verliehenen Helmut-Käutner-Preises 2010. Rodek ist Mitglied der Filmempfehlungs-Community Moviepilot.

## Veröffentlichungen
- mit Piet Hein Honig: 100001 – Die Showbusiness-Enzyklopädie des 20. Jahrhunderts. Villingen-Schwenningen: Showbiz-Data-Verlag, 1992; ISBN 3-929009-01-5